# Nagarewi
Nagarewi (gruz. ნაგარევი) – wieś w Gruzji, w regionie Imeretia, w gminie Terdżola. W 2014 roku liczyła 279 mieszkańców.